# Březen 2015

## Březen

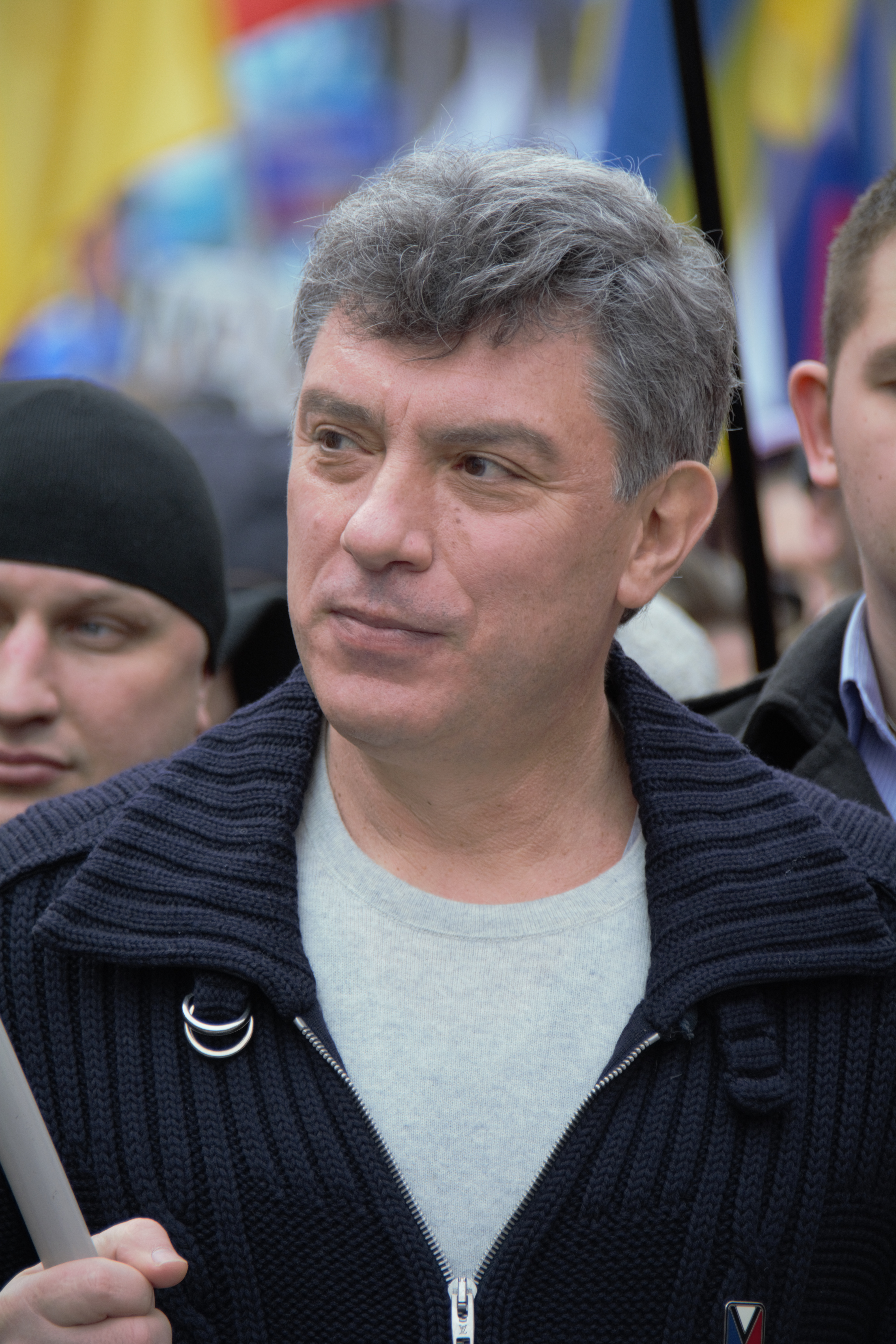
Boris Němcov

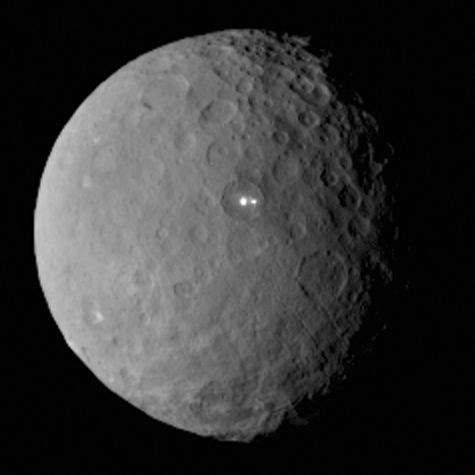
trpasličí planeta Ceres

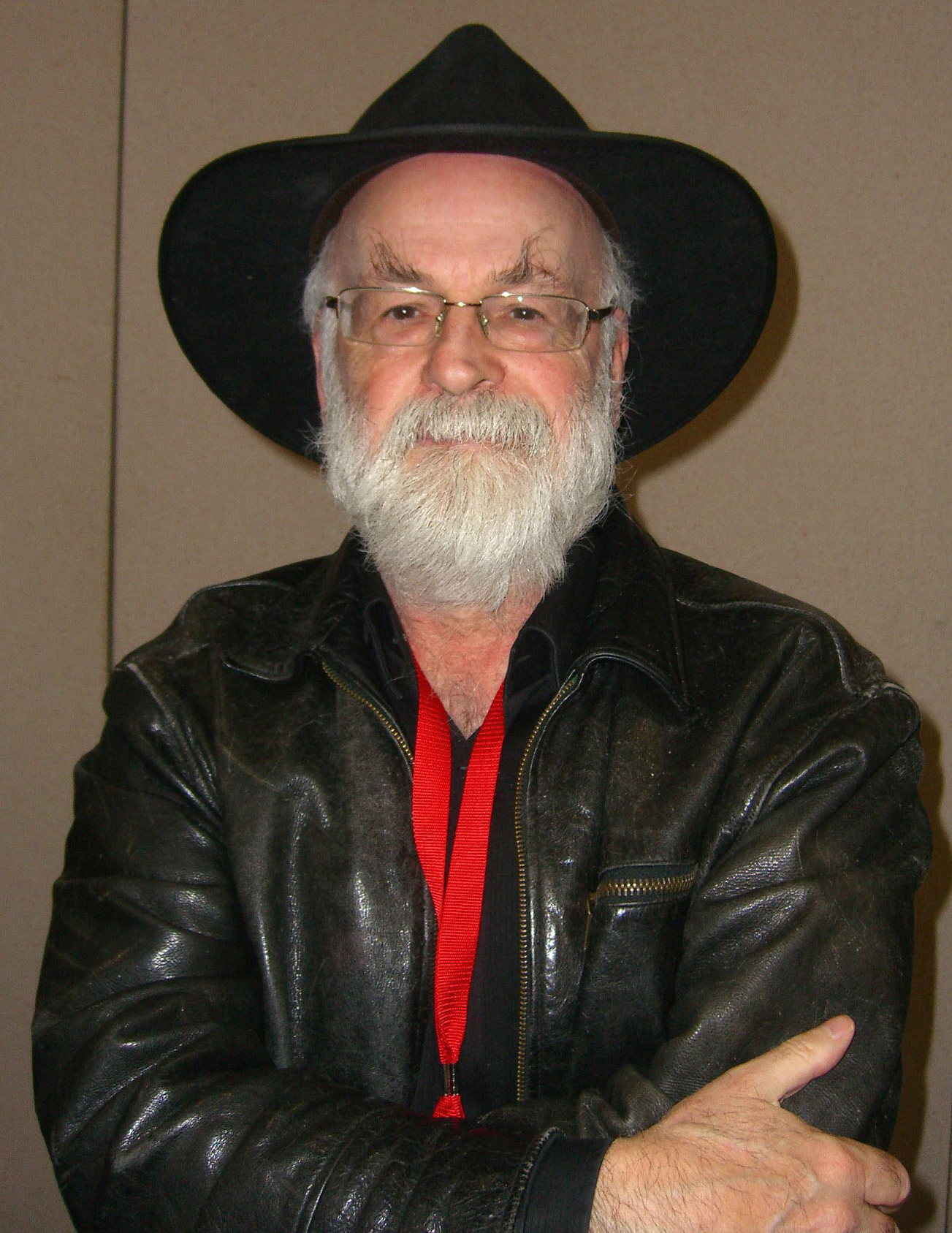
Terry Pratchett

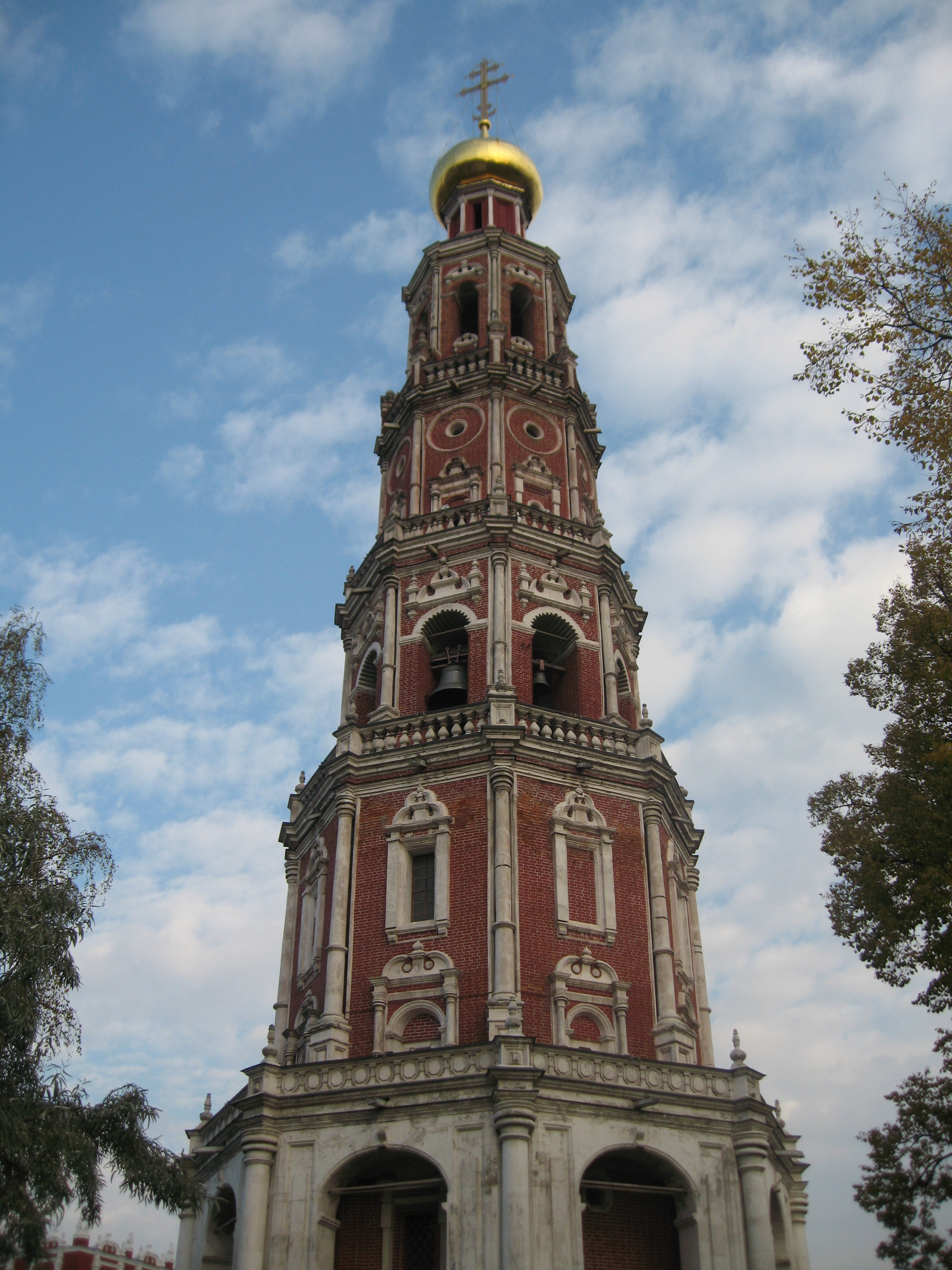
Novoděvičí klášter

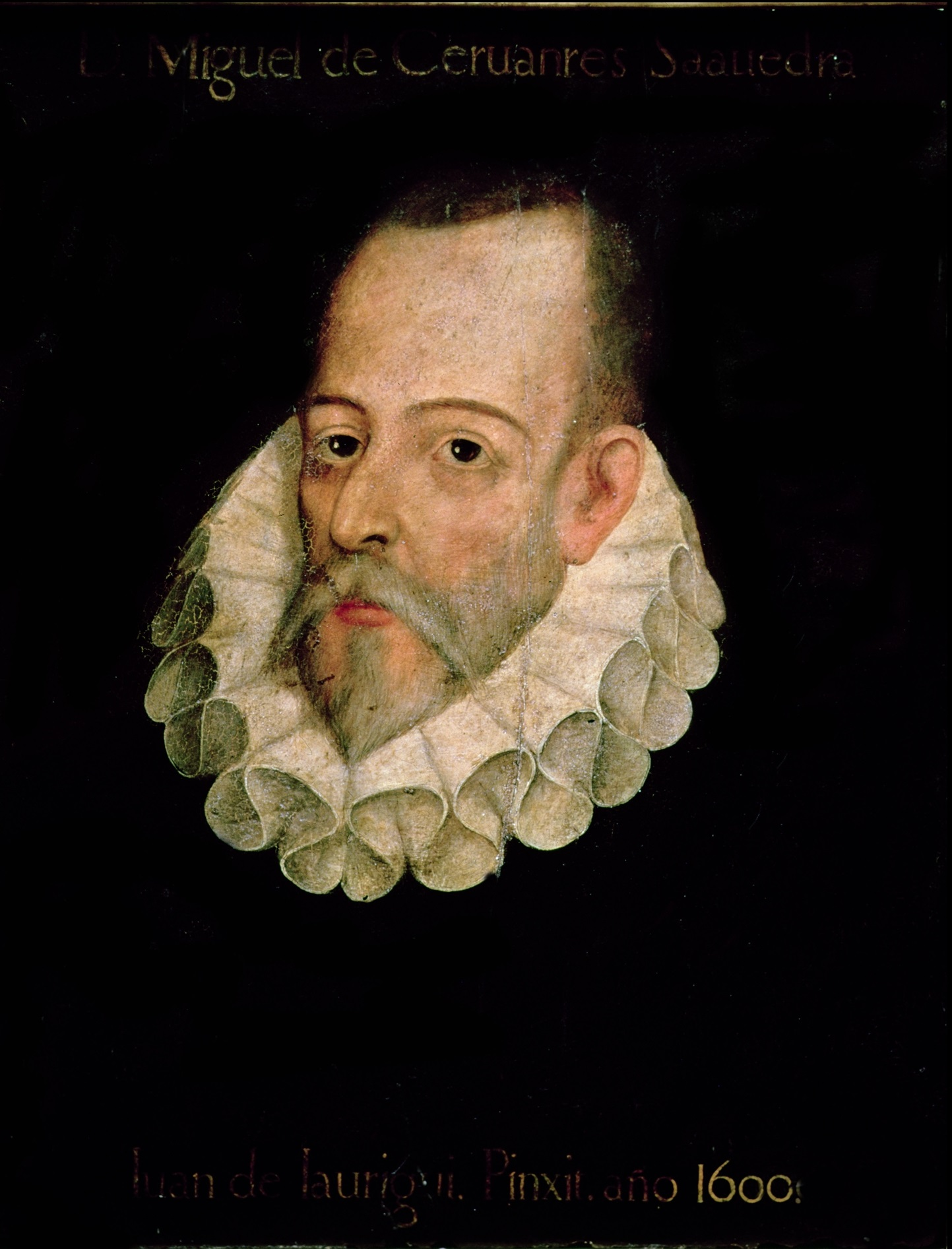
Miguel de Cervantes

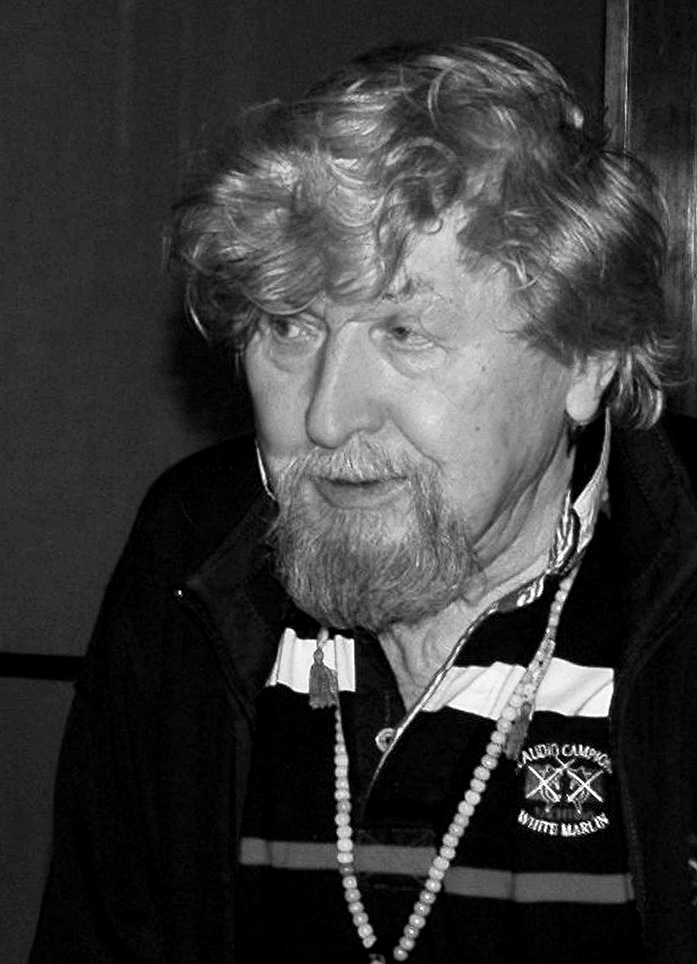
Miroslav Ondříček

1. března – neděle 
 Český prezident Miloš Zeman odcestoval na třídenní návštěvu USA, kde mj. 2. března prohovořil na plenárním zasedání AIPAC a položil květiny k památníku obětem 11. září v Pentagonu.
 Sudetoněmecké krajanské sdružení vypustilo ze svých stanov požadavek na vrácení sudetoněmeckého majetku zabaveného během poválečného odsunu Němců z Československa.
 Smutečního shromáždění na počest zavražděného opozičního politika Borise Němcova (na obrázku) se zúčastnily desetitisíce lidí.
 Počet obětí epidemie krvácivé horečky ebola v Sierra Leone opětovně vzrostl. Probíhající epidemie si v Guineji, Libérii a Sierra Leone vyžádala 9 675 lidí.
2. března – pondělí 
 Válka na východní Ukrajině: Ukrajinský prezident Petro Porošenko vyzval OSN k vyslání mírové mise do Donbasu. Ruský ministr zahraničí Sergej Lavrov vyzval ukrajinskou administrativu k ukončení blokády východních oblastí země.
 Irácká armáda zahájila ofenzivu proti Islámskému státu s cílem dobýt město Tikrít.
3. března – úterý 
 Erupce sopky Villarrica v jižním Chile si vyžádala evakuaci 3 000 lidí.
 Pákistánská policie zatkla v provincii Chajbar Paštúnchwá přes 471 rodičů odmítajících očkování svých dětí proti dětské obrně a na dalších tisíc lidí vydala zatykač.
4. března – středa 
 Syrská občanská válka: Syrští povstalci vyhodili do vzduchu sídlo letecké rozvědky v syrském Aleppu. Desítky lidí zemřely během následných bojů.
 Tým amerického miliardáře Paula Allena nalezl vrak bitevní lodi Musaši potopené v říjnu 1944 během bitvy u Leyte.
 Přes 30 horníků zabil a další desítky uvěznil výbuch v uhelném dole v Doněcku na východě země.
5. března – čtvrtek 
 Islámský stát zahájil za pomoci buldozerů ničení památek ve staroasyrském městě Nimrúdu v severním Iráku.
6. března – pátek 
 Organizace pro osvobození Palestiny zastavila bezpečnostní spolupráci s Izraelem.
 Syrská občanská válka: Při náletu syrského letectva byli zabiti tři vysoce postavení velitelé fronty an-Nusrá.
7. března – sobota 
 Sonda Dawn americké NASA vstoupila na oběžnou dráhu trpasličí planety trpasličí planeta Ceres (na obrázku).
 Islámský stát začal ničit a rabovat starověké památky v troskách parthského města Hatra v severním Iráku.
 Královéhradecké policejní oddělení obvinilo skupinu čtyř lidí z výroby a distribuce dětské pornografie. Během svého působení v Červeném Kosteleci skupina zneužila téměř stovku dětí.
 Občanská válka v Libyi: Český občan je pohřešován po útoku ozbrojenců z Islámského státu na ropné pole al Ghazi v regionu Fezzán na jihozápadě země. Samotný útok si vyžádal 11 obětí z řad příslušníků ochranky.
 Pět lidí včetně tří Evropanů bylo zabito při střelbě v malijském hlavním městě Bamako.
 Série sebevražedných útoků v nigerijském městě Maiduguri si vyžádala 47 obětí. Útoky jsou připisovány skupině Boko Haram.
9. března – pondělí 
 Švýcarský letoun Solar Impulse poháněný solární energii odstartoval z Abú Dhabí ke svému prvnímu obletu Země.
 Vláda schválila poskytnutí 47 milionů korun na likvidaci následků výbuchů muničních skladů ve Vrběticích.
 Ukrajinská krize: Spojené státy americké vyslaly do Pobaltí 3 000 vojáků a stovky kusů obrněné techniky.
10. března – úterý 
 Pákistán obnovil výkon trestu smrti. Podle odhadů Amnesty International je v pákistánských celách smrti přes 8 000 lidí.
 Při srážce helikoptér 600 kilometrů severozápadně od argentinské Córdoby zemřelo deset lidí včetně francouzských olympioniků Camille Muffatové, Alexise Vastina a Florence Arthaudové.
11. března – středa 
 Epidemie eboly v západní Africe: Britská vojenská zdravotnice, která se v Sierra Leone nakazila virem Ebola, byla převezena do vlasti.
 Občanská válka v Kolumbii: Kolumbijská vláda v rámci mírových rozhovorů pozastavila nálety na pozice levicové milice FARC.
12. března – čtvrtek 
 Ve věku 66 let zemřel spisovatel Terry Pratchett (na obrázku), známý především jako autor série knih o Zeměploše.
 Islandská vláda po šesti letech stáhla žádost o členství v Evropské unii.
13. března – pátek 
 Lékaři v jihoafrickém městě Stellenbosch provedli první úspěšnou transplantaci penisu.
 Při požáru nákupního centra v ruské Kazani zemřelo 15 lidí a další jsou pohřešování.
 Cyklon Pam zasáhl ostrovní stát Vanuatu včetně hlavního města Port Vila.
14. března – sobota 
 Čtyři civilisté byli dle čínské státní televize zabiti při náletu myanmarského letectva v čínské prefektuře Lin-cchang na jihu země.
15. března – neděle 
 V Moskvě vzplála opravovaná věž Novoděvičího kláštera (na obrázku), který je zapsán na seznamu světového kulturního dědictví UNESCO.
 Prezident Vanuatu Baldwin Lonsdale vyhlásil stav nouze, poté co souostroví zasáhl cyklón Pam s rychlostí větru místy přesahující až 300 kilometrů za hodinu. Austrálie a Nový Zéland dopravili na místo humanitární pomoc a zahájili ohodnocení destrukce způsobené tropickou cyklónou.
17. března – úterý 
 Španělští forenzní vědci oznámili, že po čtyřech stech letech objevili hrob Miguela de Cervantese (na obrázku), autora románu o důmyslném rytíři Donu Quijotovi z kraje La Mancha .
18. března – středa 
 Rusko a gruzínská odštěpenecká provincie Jižní Osetie podepsali dohodu o integraci silových složek a zrušení vzájemných hraničních kontrol.
 Válka na východní Ukrajině: Ruský ministr zahraničí Sergej Lavrov odsoudil ukrajinský zákon, který podmiňuje „speciální status“ území ovládaných proruskými rebely mimořádnými místními volbami, jako porušení dohody z Minsku. Představitelé Doněcké a Luhanské lidové republiky pohrozili obnovením bojů.
 Pří útoku ozbrojenců na tuniský parlament a následném zajetí zahraničních rukojmí v přilehlém muzeu Bardo v centru Tunisu zemřelo 17 turistů, 2 Tunisané a oba útočníci.
 Izraelské parlamentní volby vyhrála strana Likud premiéra Benjamina Netanjahua s 30 mandáty, na druhém místě skončila sociálně demokratické koalice Sionistický tábor s 24 mandáty. Sjednocená kandidátka zastupující izraelské Araby získala 14 mandátů.
20. března – pátek 
 Částečné zatmění Slunce bylo viditelné v Česku, Evropě, severní Africe a Sibiři. Úplné zatmění Slunce bylo pozorovatelné na norských Špicberkách.
 Více než 120 obětí si vyžádaly sebevražedné atentáty ve dvou ší'itských mešitách v jemenské metropoli San'á.
19. března – čtvrtek 
 Litva obnovila všeobecnou brannou povinnost pro osoby od 19 do 26 let.
 Neidentifikovaná vojenská letadla zaútočila na rezidenci jemenského prezidenta Hádího v Adenu. Stoupenci bývalého prezidenta Alího Abdalláha Sáliha ve stejný den napadli adenské letiště.
23. března – pondělí 
 Nejvyšší představitelé Egypta, Súdánu a Etiopie podepsali deklaraci o rozdělení vod z řeky Nil. Napětí vyvolala etiopská stavba přehrady na Modrém Nilu.
 Ve věku 91 let zemřel první singapurský premiér Lee Kuan Yew, který stál za ekonomickým rozvojem Singapuru.
24. března – úterý 
 Letoun Airbus A320 německé společnosti Germanwings letící z Barcelony do Düsseldorfu se zřítil poblíž obce Barcelonnette ve francouzských Alpách. Na palubě letounu bylo 150 lidí.
 Kanadský premiér Stephen Harper oznámil rozšíření náletu na pozice Islámského státu v Sýrii.
 Nejstarší známé šperky, vyrobené z orlích pařátů člověkem neandrtálským před 130 tisíci lety, byly nalezeny u chorvatské Krapiny.
 Jemenský prezident Abd Rabú Mansúr Hádí požádal Radu pro spolupráci arabských států v Zálivu o intervenci proti ší'tským povstalcům ovládajícím severozápad země včetně hlavního města San'á.
25. března – středa 
 Vojenská intervence proti Islámskému státu: Americké letectvo zahájilo nálety na pozice bojovníků Islámského státu obklíčených iráckou armádou a Íránem podporovanými milicemi ve městě Tikrít.
 Matematici John Forbes Nash a Louis Nirenberg získali Abelovu cenu za práci na parciálních diferenciálních rovnicích.
 Syrská občanská válka: Syrští povstalci usilující o svržení prezidenta Asada dobyli město Bosra na jihu země a zahájili ofenzivu s cílem obsadit město Idlib na severu země.
 Gubernátor Dněpropetrovské oblasti Ihor Kolomojskyj rezignoval na svou funkci. Reagoval tak na restrukturalizaci státní ropné společnosti UkrTransNafta.
26. března – čtvrtek 
 V reakci na prudké šíření viru HIV vyhlásil guvernér státu Indiana republikán Mike Pence zavedení dočasného programu výměny jehel pro závislé na morfinu. Podobné programy jsou v tomto americkém státě za normálních okolností ilegální.
 Saúdská Arábie zahájila nálety na pozice ší'tských povstalců v Jemenu. Írán, který povstalce podporuje, požaduje okamžité zastavení saúdských vojenských operací v zemi.
27. března – pátek 
 Sierra Leone vyhlásila na celém území státu třídenní zákaz vycházení s cílem zastavit šíření krvácivé horečky ebola před začátkem období dešťů.
 Nejméně sedm obětí si vyžádaly přívalové povodně v pouštním regionu Atacama na severu Chile.
28. března – sobota 
 Ve věku 80 let zemřel český kameraman Miroslav Ondříček (na obrázku).
 Dvě české turistky unesené před dvěma lety na území Pákistánu byly ve spolupráci s tureckou nevládní organizaci IHH repatriovány do Česka.
 Občanská válka v Sýrii: Koalice syrských opozičních sil dobyla město Idlib na severu země.
30. března – pondělí 
 Nálet amerického bezpilotního letounu zabil poblíž města Tikrít dva příslušníky Íránských revolučních gard, kteří v zemi působili jako vojenští poradci.
 Jeden člověk byl zabit a dva další zraněni při střelbě před sídlem Národní bezpečnostní agentury ve státě Maryland.
 Oblast kolem Rabaulu na ostrově Nová Británie v Papui Nové Guineji zasáhlo zemětřesení o síle 7,7 stupně richterovy stupnice a následná půlmetrová vlna tsunami.
31. března – úterý 
 Muhammadu Buhari byl zvolen novým prezidentem Nigérie.
 Protesty v Turecku: Turecká policie zabila při osvobozovací operaci dva únosce, hlásící se k ultralevicové teroristické organizaci DHKP-C, zadržující istanbulského státního zástupce Mehmeta Selima Kiraze, který byl při akci rovněž zabit.
 Orkán Nikolas způsobil rozsáhlé škody na majetku a komplikace v dopravě ve většině zemí střední Evropy.